# エドワード・ジェリコ
エドワード・ジェリコ（Edward Jellico）はアメリカのSFテレビドラマ『スタートレック』シリーズの『新スタートレックに登場する架空の人物。演じるのはロニー・コックス（声：岸野一彦）。

## 略歴・人物
U.S.S.カイロの艦長を務めていた。ピカードがカーデシア潜入の極秘任務に従事した際にU.S.S.エンタープライズDの臨時艦長となる。
夜間航行任務のシフト体制を独断で変更するなど、厳しく強引な指揮スタイルと強硬的な言動が、ライカー以下、クルーたちの反感を買う。
ただピカードとは性格もやり方も違うというだけで、部下の話は全く聞かず突っ走るといった無能というわけではなく、自分を引っ込めてライカーに謝罪し協力を依頼するといった柔軟性はある。
交渉の腕も確かであり、結果を見ればカーデシアに屈することなく多大な成果を挙げる。
2381年時点（ローワーデッキのシーズン3）では提督の地位にあり、全艦船内でのチューチューダンスのライブを禁止する。
2384年時点でも引き続き提督で、階級は大将（『スタートレック：プロディジー』）。